# Карасёвка (река)
Карасёвка — река на Нижней Террасе Заволжского района Ульяновска.

## География
Берёт начало с трёх основных родников. Два из которых являются рукавами реки. Один родник находится неподалёку у разъезда «Заволжский» Куйбышевской железной дороги, другой — у Ульяновского патронного завода и третий — у дороги к Президентскому мосту. Кроме этого, на всём пути водотока идёт подпитка мелкими родниками.

## История
До создании в 1958 году защитной дамбы Нижней Террасы от затопления Куйбышевским водохранилищем, на месте будущей реки находилось болото называемое Карасёво (см. карту 1859 г.). При строительстве гидротехнической системы защиты от подтопления на болоте была прорыта водоотводная канава, ныне называемая рекой Карасёвка. Она тянется вдоль удалённой от Волги стороны Нижней Террасы и предназначена для сбора поверхностных вод, стекающих с Майской горы (Верхняя Терраса) вниз. С помощью насосной станции вода из реки сбрасывается в Волгу.
В 2014 году из-за работ в пойме реки Карасёвка произошёл обвал грунта.
В 2018 году губернатор области Сергей Морозов обещал микрорайону обновление: текущую между микрорайоном и Майской горой речку Карасёвку предложил превратить в «Ульяновскую Венецию» — прогулочную водную и прибрежную зону.

## Природа
- Фауна: утка, карп, серебряный карась, золотой карась, пескарь, уклейка.

- Флора: рогоз, камыш.

## События
Во время Гражданской войны в сентябре 1918 года у речки Карасёвка произошёл бой между красноармейцами и белогвардейцами, где бойцам Железной дивизии, потеряв убитыми и ранеными, пришлось отступить.

## Галерея

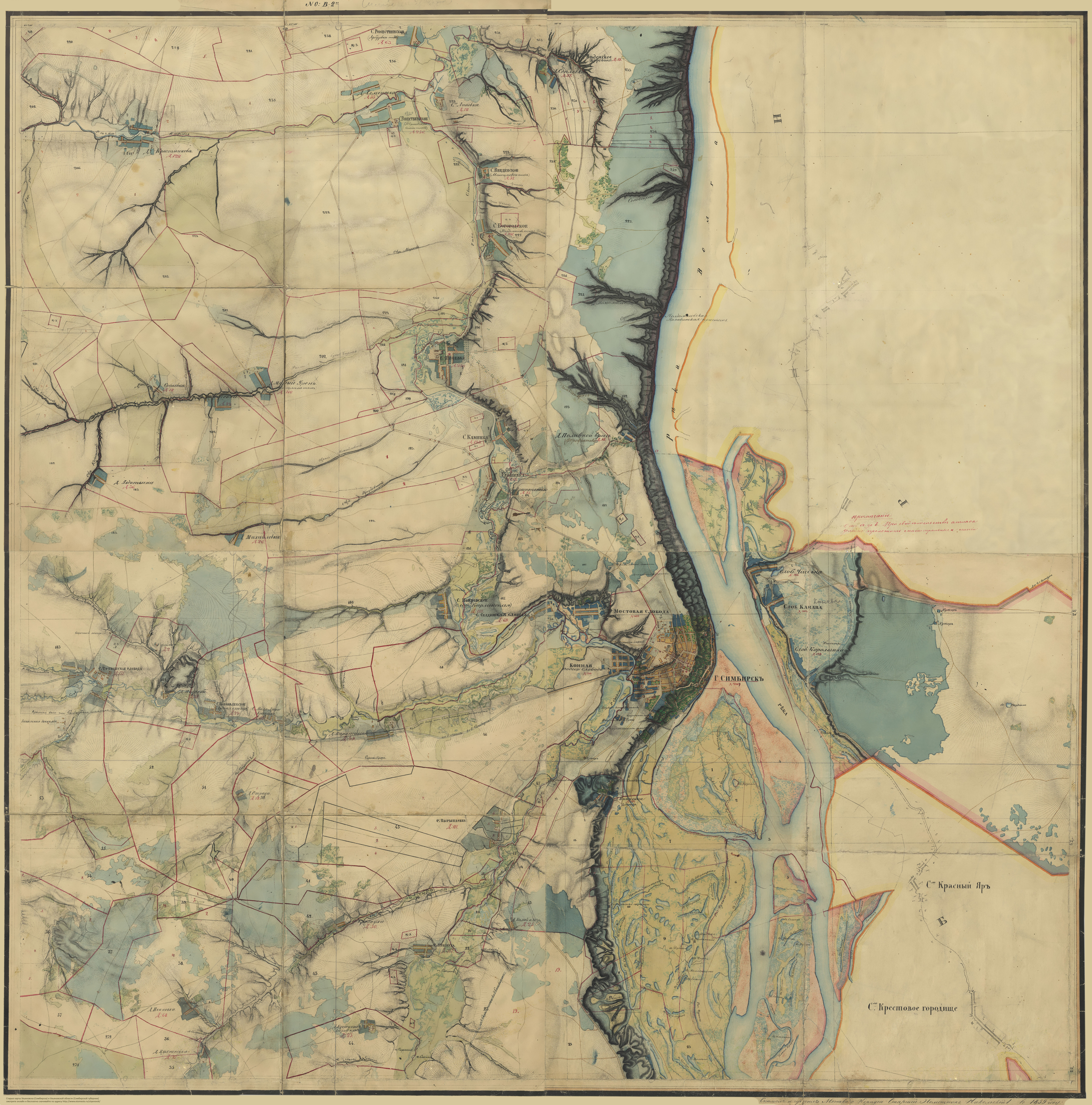
Карта 1859 года А. И. Менде, с указанием озера и болота Карасёво.
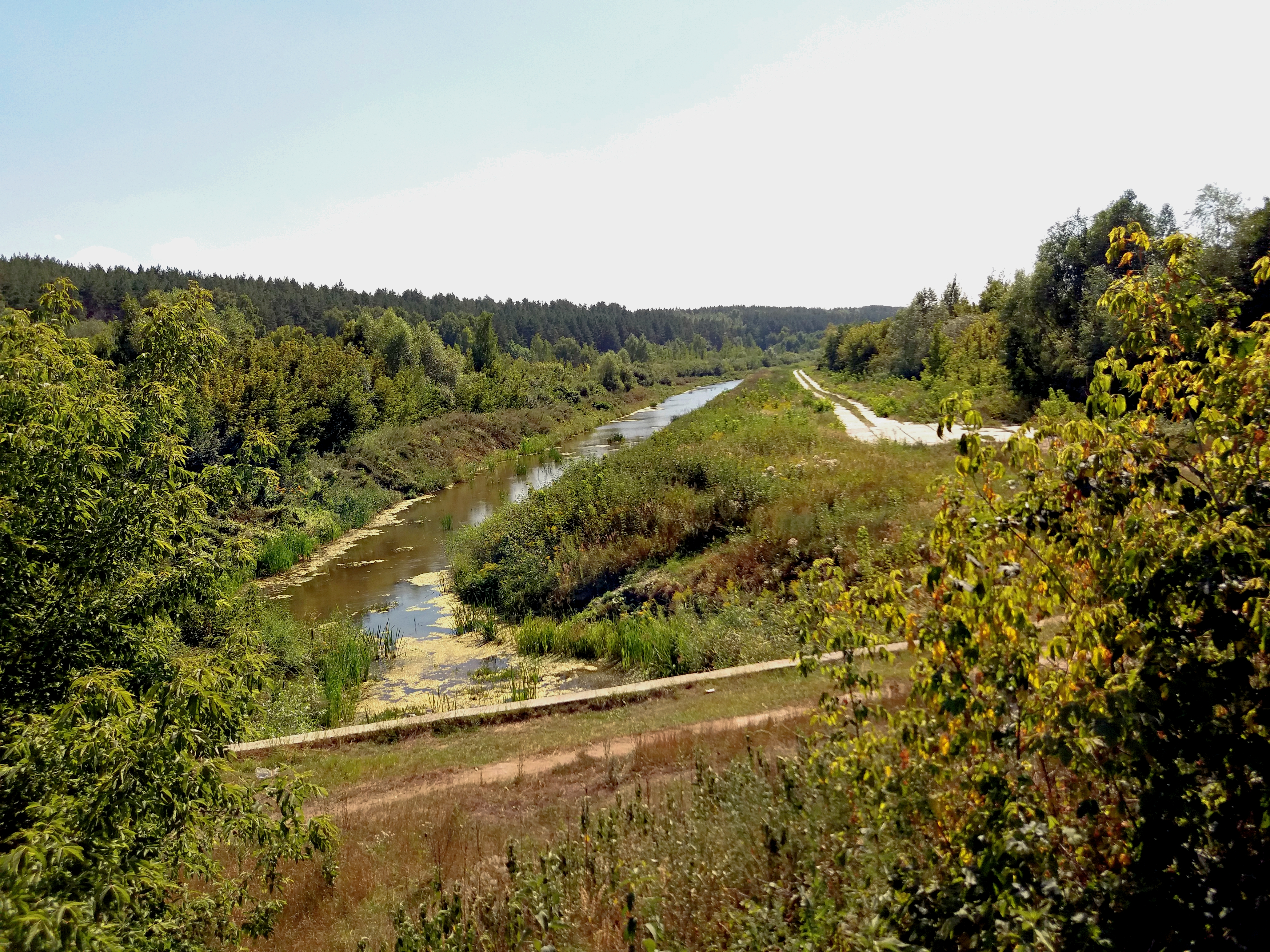
Вид на реку Карасёвка с Димитровградского шоссе на юг.
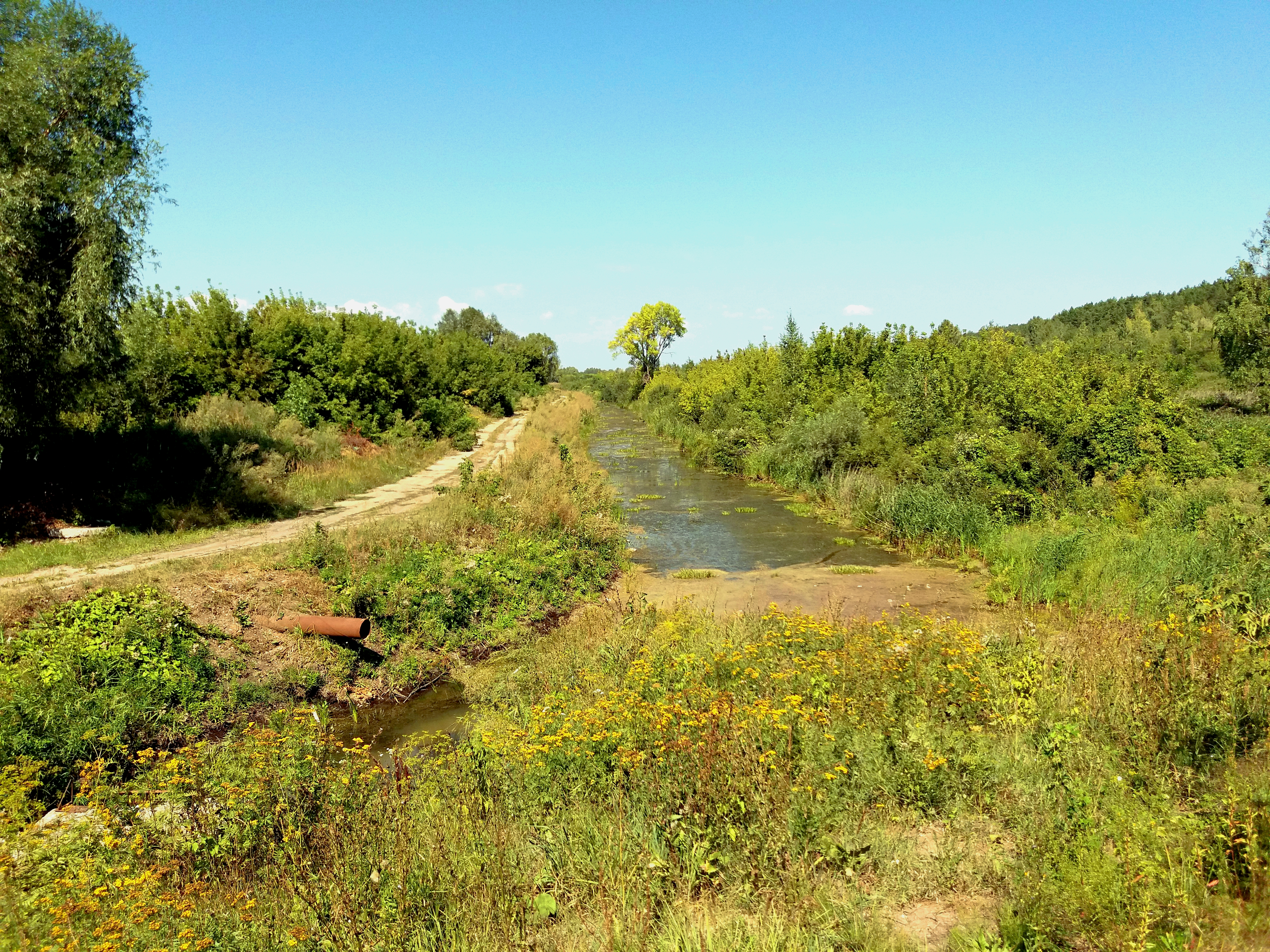
Вид на реку Карасёвка с Димитровградского шоссе на север.
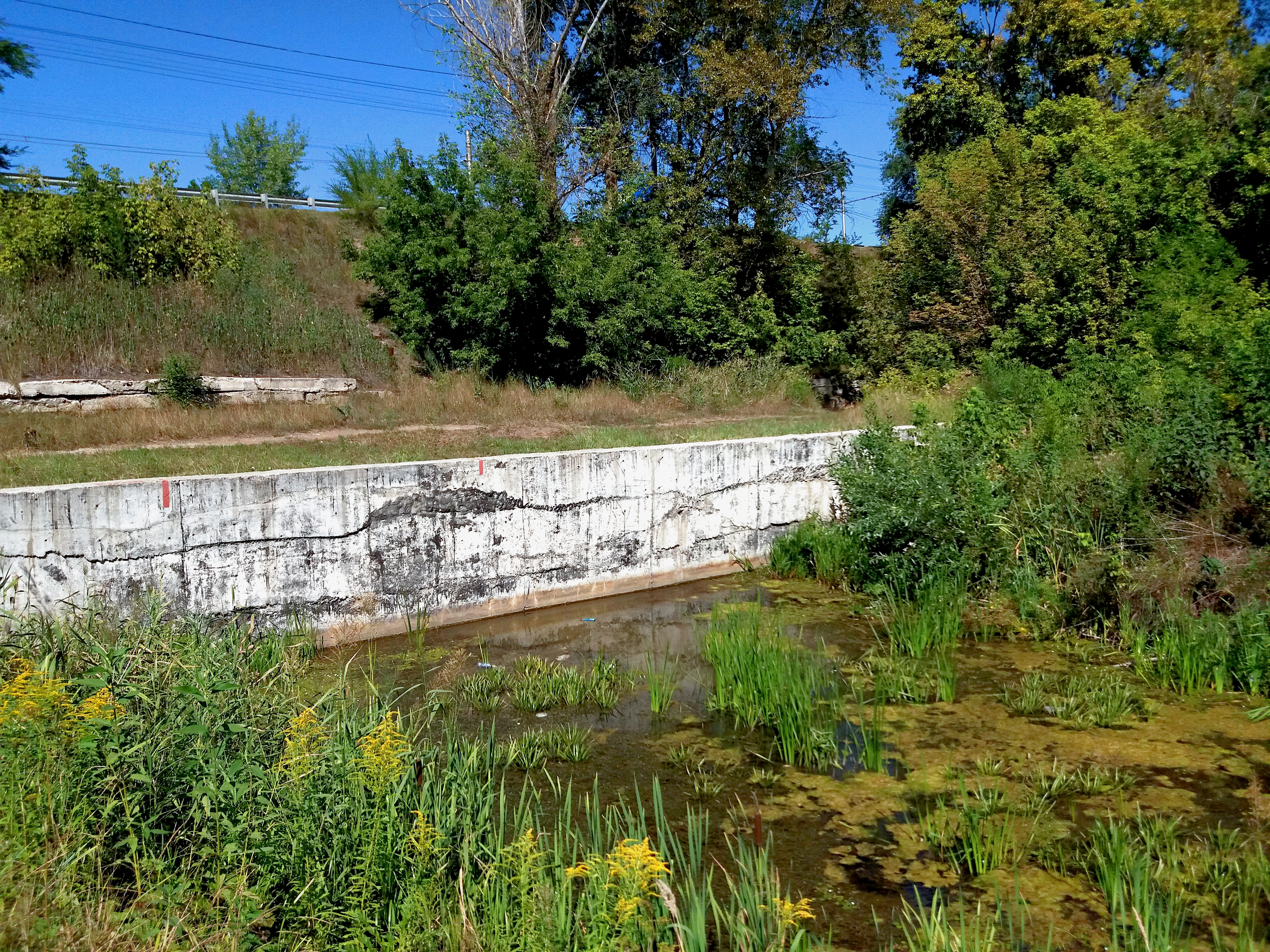
Коллектор для речки Карасёвка через Димитровградское шоссе.
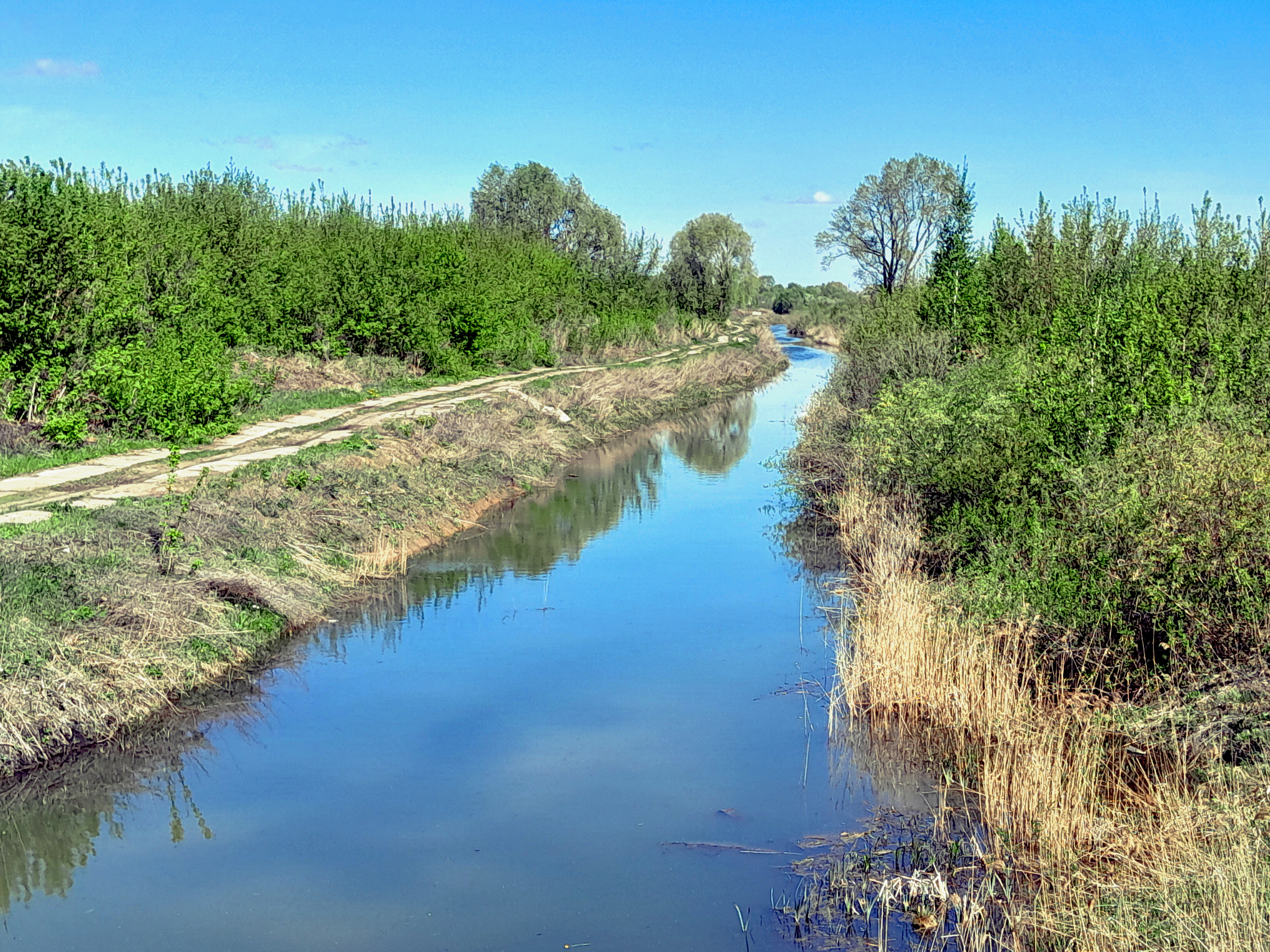
Речка Карасёвка.
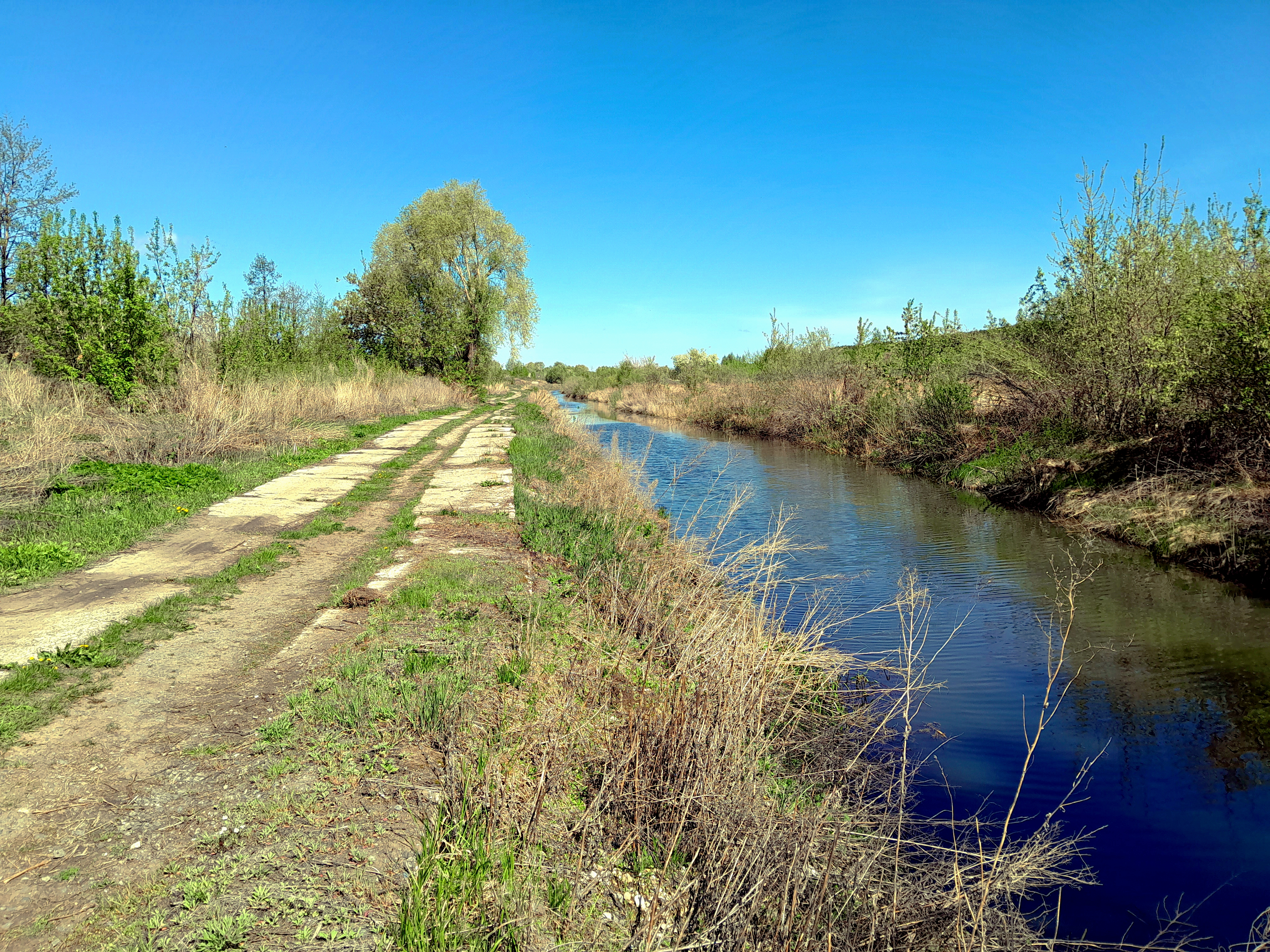
Речка Карасёвка.
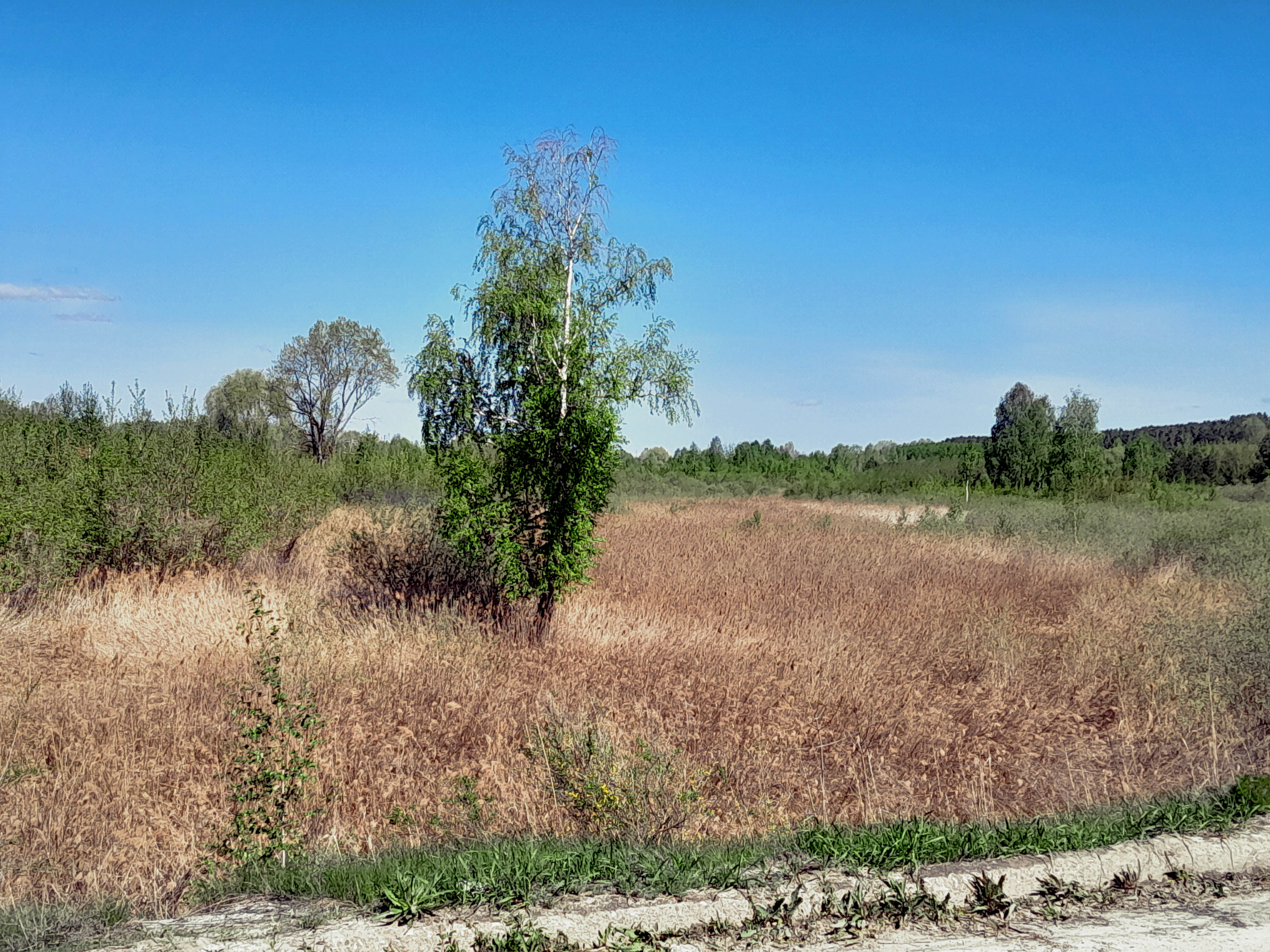
Пойма речки Карасёвка.
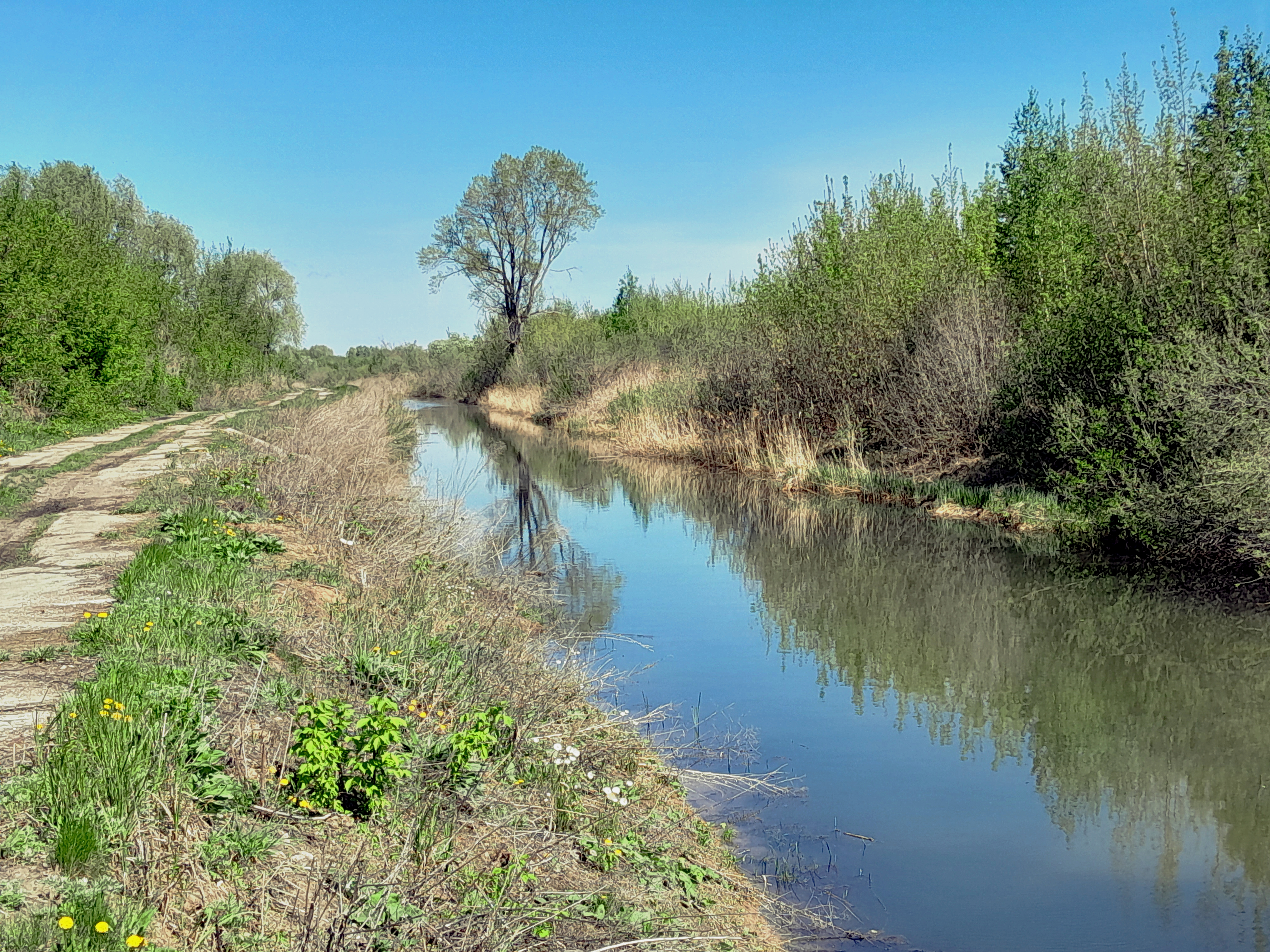
Весна. Речка Карасёвка.
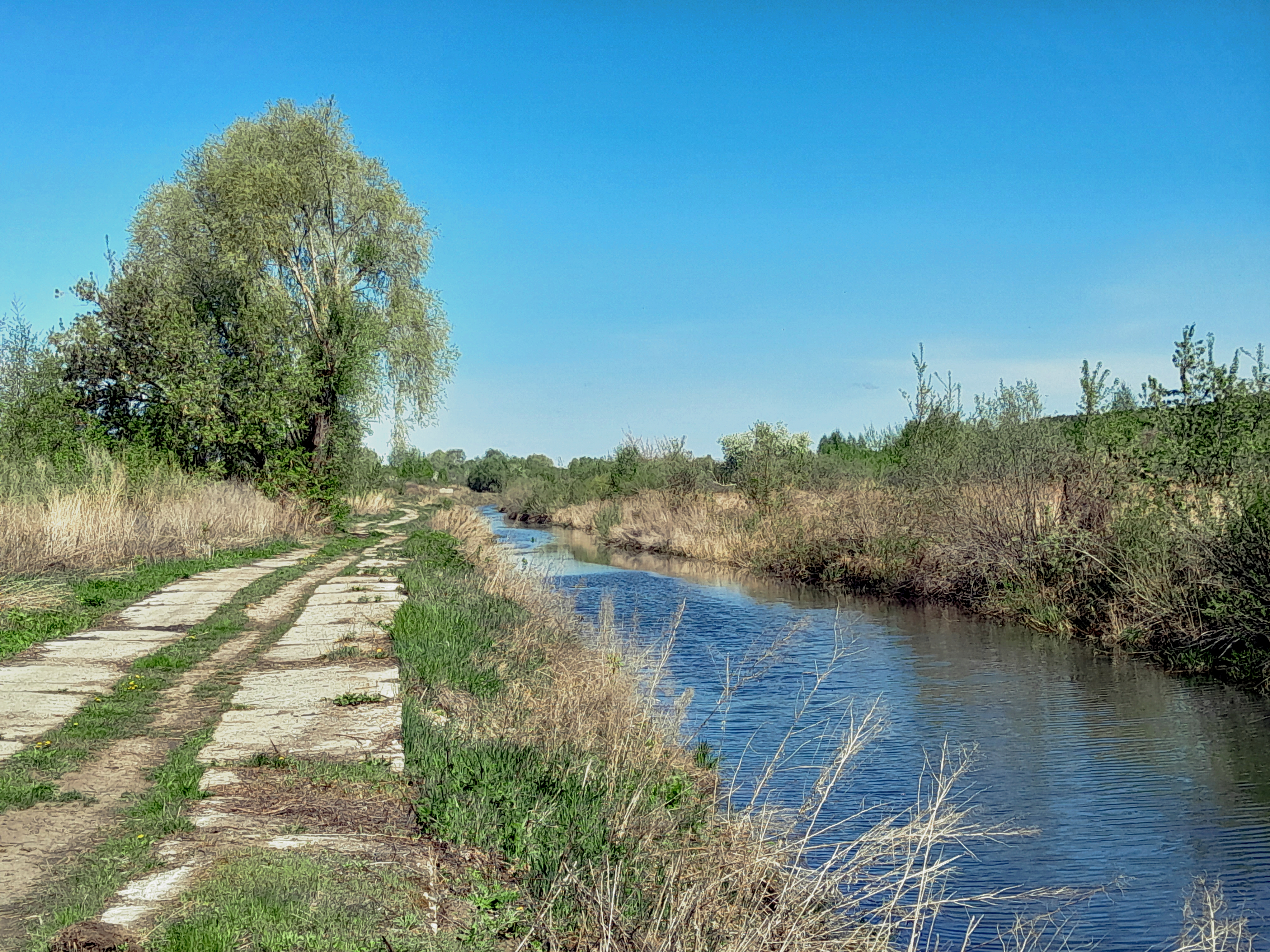
Весна. Речка Карасёвка.